# Adriana Peña
María Adriana Peña Hernández (Minas, 9 marzo 1964) è una politica uruguaiana,  dal 2010 al 2020 intendente del dipartimento di Lavalleja e membro della Direzione del Partito Nazionale e dal 2005 al 2010 Rappresentante nazionale dell'Uruguay.

## Biografia
È nata il 9 marzo 1964 nella città di Minas, capitale di Lavalleja, Uruguay. Ha completato gli studi primari presso la Scuola Pubblica No. 8 Guillermo Cuadri e quelli secondari presso il Liceo Público No. 1 Eduardo Fabini. Per proseguire gli studi superiori dovette trasferirsi a Montevideo. Lì entrò alla Facoltà di Odontoiatria dell'Università della Repubblica, dove si laureò in Odontoiatria nel 1987.
Iniziò l'attività politica all'interno del Partito Nazionale, fortemente predominante nel suo dipartimento natale. In principio fu attiva nelle liste di Juan Miguel Salaberry Olascoaga e Gonzalo Piana.
È stata presidente della Giunta Elettorale di Lavalleja dal 1990 al 1995. Nel 2000 è stata nominata Segretaria Generale dell'Amministrazione Comunale di Lavalleja, carica che ha ricoperto fino al 2005. Ha ricoperto più volte anche la carica di sindaco ad interim in sostituzione dell'allora sindaco Hermann Vergara.
Nelle elezioni del 31 ottobre 2004 è stata eletta deputata del dipartimento di Lavalleja per il settore Correntada Wilsonista, che ha abbandonato poco dopo il suo insediamento. Nel 2005 è entrata a far parte della Commissione per la legislazione del lavoro della Camera dei rappresentanti e ha ricoperto il ruolo di vicepresidente. È stata inoltre membro delle Commissioni bilancio, genere ed equità, trasporti, comunicazioni e lavori pubblici e delle Commissioni speciali per l'innovazione, la ricerca, la scienza e la tecnologia. In quel periodo parlamentare presentò più di cento progetti ed ebbe il 99% di presenze a tutte le sessioni, pur risiedendo nell'interno del Paese. Nel 2008 aderisce formalmente all'Alleanza Nazionale del Partito Nazionale guidato dal senatore Jorge Larrañaga.
Era l'unica donna membro del Parlamento del Mercosur per l'Uruguay, dove presiedeva la Commissione per la cittadinanza e i diritti umani.
Ha fondato il Gruppo "Unidos por Lavalleja" con le liste 51 e 151, che sono le sue liste principali e che mantiene fino ad oggi, e ne è anche il leader.
È stata rieletta deputata per il triennio 2010-2015.
Candidata a intendente per le elezioni municipali del maggio 2010 per il Dipartimento di Lavalleja, è stata eletta alla carica più alta del Governo dipartimentale, diventando la prima donna a ricoprire questa carica nella storia del suo dipartimento. Nelle elezioni dipartimentali del maggio 2015, è stata rieletta sindaco del dipartimento di Lavalleja.
Nelle elezioni del 2019 Peña ha sostenuto la pre-candidatura di Jorge Larrañaga. Lavora come Edila nel consiglio dipartimentale di Lavalleja.